# Tricentrus
Tricentrus är ett släkte av insekter. Tricentrus ingår i familjen hornstritar.

## Dottertaxa tillTricentrus, i alfabetisk ordning[1]
- Tricentrus acer
- Tricentrus acuticornis
- Tricentrus acutiformis
- Tricentrus aeneus
- Tricentrus aequicornis
- Tricentrus aiyuri
- Tricentrus albescens
- Tricentrus albipennis
- Tricentrus albipes
- Tricentrus albomaculatus
- Tricentrus aleuritis
- Tricentrus allabens
- Tricentrus altidorsus
- Tricentrus amplicornis
- Tricentrus amurensis
- Tricentrus ananthasubramaniani
- Tricentrus angularis
- Tricentrus assamensiformis
- Tricentrus assamensis
- Tricentrus atrus
- Tricentrus attenuatus
- Tricentrus attenuicornis
- Tricentrus auritus
- Tricentrus bakeri
- Tricentrus banguensis
- Tricentrus basalis
- Tricentrus bengalensis
- Tricentrus bergeri
- Tricentrus bicolor
- Tricentrus bicoloratus
- Tricentrus bifasciatus
- Tricentrus biformis
- Tricentrus bifurcus
- Tricentrus borneensis
- Tricentrus bovillus
- Tricentrus brevicornis
- Tricentrus brevis
- Tricentrus brevispinis
- Tricentrus brunneicornis
- Tricentrus brunneifasciata
- Tricentrus brunneus
- Tricentrus bucktoni
- Tricentrus caliginosus
- Tricentrus camelliae
- Tricentrus camelloleifer
- Tricentrus capneri
- Tricentrus carinatus
- Tricentrus cassiae
- Tricentrus castaneipes
- Tricentrus cinereus
- Tricentrus colligatoclypei
- Tricentrus colligatoclypeides
- Tricentrus compressus
- Tricentrus concavus
- Tricentrus concolor
- Tricentrus congestus
- Tricentrus convergens
- Tricentrus coreanus
- Tricentrus coriariae
- Tricentrus cornutus
- Tricentrus curvicornis
- Tricentrus curvispinatus
- Tricentrus decornis
- Tricentrus decurvatus
- Tricentrus depressicornis
- Tricentrus depressispinis
- Tricentrus distinctus
- Tricentrus divergens
- Tricentrus dorsocameloideus
- Tricentrus dubitatus
- Tricentrus dubius
- Tricentrus dyaki
- Tricentrus elaeagni
- Tricentrus elegans
- Tricentrus elongatus
- Tricentrus erectus
- Tricentrus euschistus
- Tricentrus fairmairei
- Tricentrus fasciatus
- Tricentrus fasciipennis
- Tricentrus femellacornis
- Tricentrus femoratus
- Tricentrus ferrugineus
- Tricentrus ferruginosus
- Tricentrus finitimus
- Tricentrus flava
- Tricentrus flavipes
- Tricentrus floripinnae
- Tricentrus forticornis
- Tricentrus fukienensis
- Tricentrus fulgidus
- Tricentrus funkhouseri
- Tricentrus fuscoapicalis
- Tricentrus fuscolimbatus
- Tricentrus gammamaculatus
- Tricentrus garampina
- Tricentrus gargaraformae
- Tricentrus gargaraformis
- Tricentrus gibbiformis
- Tricentrus gibbosulus
- Tricentrus glochidionae
- Tricentrus gracilicornis
- Tricentrus gracilis
- Tricentrus gyirongensis
- Tricentrus hameedi
- Tricentrus handschini
- Tricentrus horizontalis
- Tricentrus hyalinipennis
- Tricentrus hyalopterus
- Tricentrus intermedius
- Tricentrus ismaili
- Tricentrus kamaonensis
- Tricentrus kashmirensis
- Tricentrus kodaikanalensis
- Tricentrus koshunensis
- Tricentrus kotoinsulanus
- Tricentrus kotonis
- Tricentrus kriegeli
- Tricentrus kuyanianus
- Tricentrus laticornis
- Tricentrus latiformis
- Tricentrus latus
- Tricentrus lindbergi
- Tricentrus longiceps
- Tricentrus longicornis
- Tricentrus longimarginis
- Tricentrus ludingensis
- Tricentrus luteus
- Tricentrus maacki
- Tricentrus maculatus
- Tricentrus maculipennis
- Tricentrus manilaensis
- Tricentrus marginata
- Tricentrus matsumurai
- Tricentrus mckameyi
- Tricentrus medogensis
- Tricentrus megaloplasius
- Tricentrus melichari
- Tricentrus minicornis
- Tricentrus minimus
- Tricentrus minomorii
- Tricentrus minor
- Tricentrus minullus
- Tricentrus minusculus
- Tricentrus minuticornis
- Tricentrus minutus
- Tricentrus murreeana
- Tricentrus mushaensis
- Tricentrus naifunpoensis
- Tricentrus neofulgidus
- Tricentrus neokamaonensis
- Tricentrus neoplanicornis
- Tricentrus nigra
- Tricentrus nigrifrons
- Tricentrus nigris
- Tricentrus nigritus
- Tricentrus nigroapicalis
- Tricentrus nigrofrontis
- Tricentrus nitidus
- Tricentrus nivis
- Tricentrus nobilis
- Tricentrus nordicornis
- Tricentrus obesus
- Tricentrus oedothorectus
- Tricentrus okamotoi
- Tricentrus orientalis
- Tricentrus ornatus
- Tricentrus pallidus
- Tricentrus pallipes
- Tricentrus panayensis
- Tricentrus papuaensis
- Tricentrus pieli
- Tricentrus pilinervosus
- Tricentrus pilosis
- Tricentrus pilosus
- Tricentrus planicornis
- Tricentrus platycornis
- Tricentrus plicatus
- Tricentrus porrectus
- Tricentrus projectus
- Tricentrus pronus
- Tricentrus pseudobifurcus
- Tricentrus pseudocornis
- Tricentrus pubescens
- Tricentrus puerarianus
- Tricentrus punjabensis
- Tricentrus purpureus
- Tricentrus qadrii
- Tricentrus quernales
- Tricentrus recurvicornis
- Tricentrus repandus
- Tricentrus resectus
- Tricentrus robustiformis
- Tricentrus robustus
- Tricentrus rufipennis
- Tricentrus russellae
- Tricentrus samai
- Tricentrus selenus
- Tricentrus semipellucidus
- Tricentrus shinchikuna
- Tricentrus sinuaticornis
- Tricentrus sinuatus
- Tricentrus sipyliformis
- Tricentrus sissoo
- Tricentrus solitarius
- Tricentrus spathodei
- Tricentrus speciosus
- Tricentrus spinicornis
- Tricentrus spinidorsis
- Tricentrus spininervis
- Tricentrus spinis
- Tricentrus struempeli
- Tricentrus subangulatus
- Tricentrus suluensis
- Tricentrus sumatranus
- Tricentrus syrandrikae
- Tricentrus taipinensis
- Tricentrus taiwanensis
- Tricentrus takaoensis
- Tricentrus takishimai
- Tricentrus taurus
- Tricentrus transversus
- Tricentrus truncaticornis
- Tricentrus typus
- Tricentrus umesaoi
- Tricentrus unicolor
- Tricentrus walkeri
- Tricentrus variabilis
- Tricentrus varicornis
- Tricentrus verrucus
- Tricentrus xiphistes
- Tricentrus yagoi
- Tricentrus yasmeeni